# Фангсбот
Фангсбот (нидерл. vangstboot, от vangst — ловля и boot — лодка) — разновидность гребных или моторных промысловых шлюпок, которыми оснащались зверобойные суда норвежского типа.
Этот тип лодок активно применялся на северных территориях России и в Норвегии в основном для промышленной добычи морского зверя, а также — для переброски пассажиров и грузов. Основные характеристики: полная длина составляла от шести до восьми метров, ширина — около двух метров, высота борта 0,9 метра, осадка — полметра, грузоподъёмность — около трёх тонн. Каждое зверобойное судно обычно несло на себе не менее четырёх фангсботов. Во время промысла зверя в море среди льдов фангсботы используются для забоя зверя, доставки добычи на суда, переправы охотников и т. п.